# Academia Nuestra Señora de los Desamparados-San Javier
La primera sesión de la Academia Nuestra Señora de los Desamparados-San Javier tuvo lugar en la ciudad de Valencia, en 1690, y se reunió en casa de don José Castellví Alagón, marqués de Villatorcas (por cuya razón algunos la llamaron Academia de Villatorcas), pero después lo hizo en casa del conde de la Alcudia, Baltasar Escrivá de Híjar y Monsoriu, hijo del erudito valenciano Onofre Vicente Escrivá de Híjar. Esta Academia se inscribe en el ambiente preilustrado de finales del siglo XVII, en el contexto de los llamados "novatores".  
En la primera reunión decidieron hacer patronos de la Academia a una “invocación de Nuestra Señora y un santo…”